# Tosso (Benin)
Tosso ist ein Dorf im westafrikanischen Staat Benin. Es liegt im Département Collines (Benin) und gehört verwaltungstechnisch zum Arrondissement Gbanlin, welches wiederum der Gerichtsbarkeit der Kommune Ouèssè untersteht.

## Lage
Richtung Westen besteht ein fließender Übergang in das Dorf Vossa. Im Straßenverlauf Richtung Osten kommen Gbanlin selbst sowie später Ouèssè.